# Vânia Silva
Vânia Sofia de Sousa Silva (* 8. Juni 1980 in Leiria) ist eine ehemalige portugiesische Hammerwerferin. Sie nahm sowohl an den Weltmeisterschaften 2001, 2003 und 2007 als auch an den Olympischen Spielen 2004 und 2008 teil.
Vânia Silva gewann 2000 ihren ersten portugiesischen Landesmeistertitel, bis 2009 konnte sie den Titel insgesamt acht Mal gewinnen, lediglich 2002 und 2004 siegte Sónia Alves. Bei den Weltmeisterschaften 2001 belegte sie mit 58,91 Metern in ihrer Qualifikationsgruppe den vierzehnten Platz. Zwei Jahre später bei den Weltmeisterschaften 2003 warf sie den Hammer auf 63,82 Meter, als Zehnte ihrer Qualifikationsgruppe lag sie 2,28 Meter hinter der Qualifikationsweite für das Finale zurück. Danach gelang ihr weder bei Olympischen Spielen, noch bei Welt- oder Europameisterschaften ein Platz unter den besten 12 ihrer Qualifikationsgruppe. 2006 erreichte Vânia Silva ihren größten internationalen Erfolg, als sie bei den Ibero-Amerikanischen Spielen mit 64,59 Meter die Silbermedaille hinter Amarilys Alméstica aus Puerto Rico gewann. 
Ihre persönliche Bestleistung von 68,82 Meter erreichte sie im Juli 2004 in Lissabon. Vânia Silva ist 1,72 Meter groß, ihr Wettkampfgewicht beträgt 79 Kilogramm.

## Portugiesische Meistertitel
- 2000 mit 61,27 Meter
- 2001 mit 63,64 Meter
- 2003 mit 65,87 Meter
- 2005 mit 62,94 Meter
- 2006 mit 65,29 Meter
- 2007 mit 65,21 Meter
- 2008 mit 65,64 Meter
- 2009 mit 64,08 Meter[2]